# Ganapatya
 (août 2022).
Ganapatya est un terme de l'hindouisme qui désigne la vénération de Ganesh en tant que Saguṇa Brahman.

## Croyances

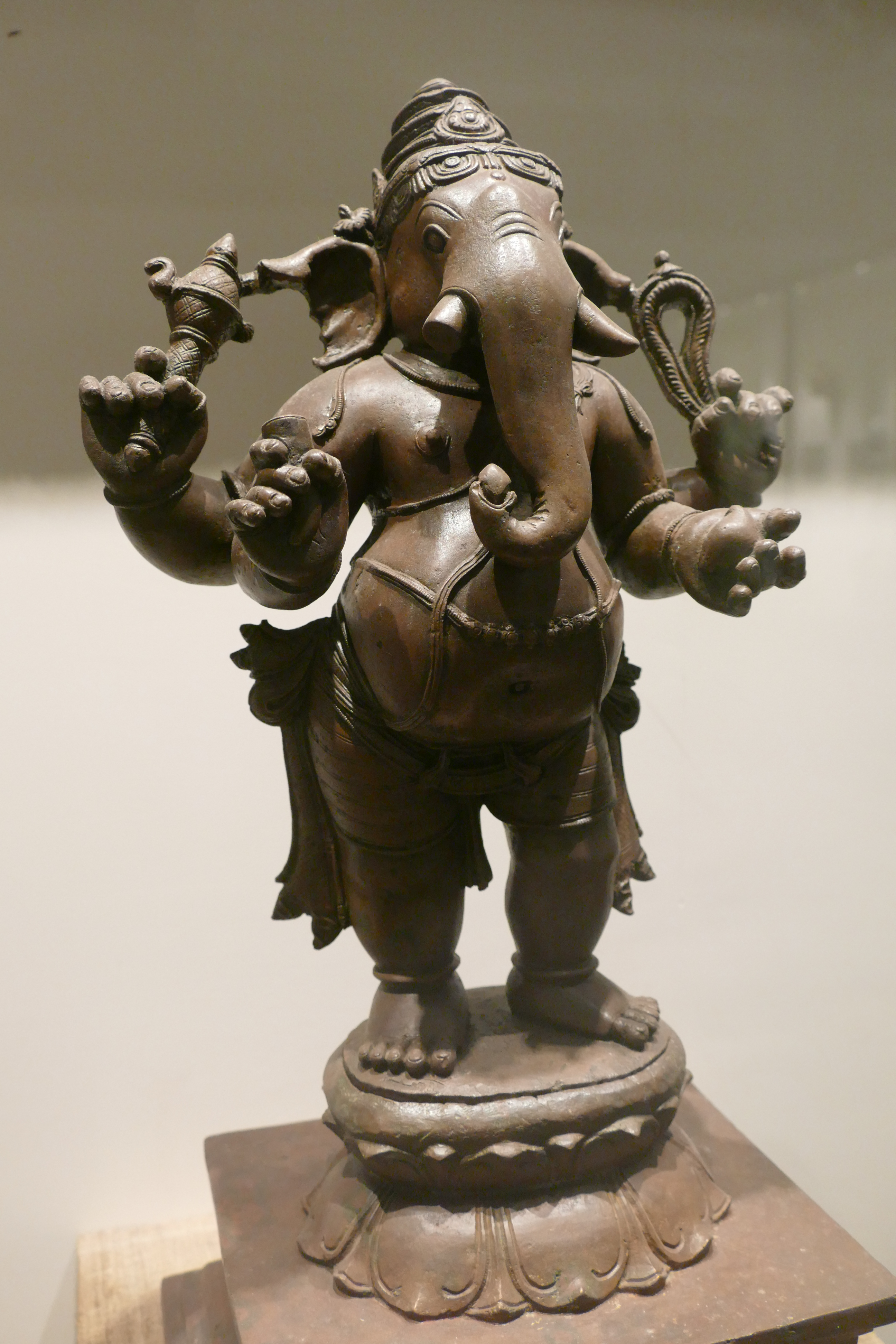
Ganesh en posture de danse sur un lotus, bronze, Chennai, XVIIIe siècle, Musée indien de Kolkata.

Le culte de Ganesh est considéré comme complémentaire du culte d'autres divinités. Les doctrines du culte sont incluses dans le Purana de Ganesh (en).
Les hindous de toutes les sectes commencent les prières, les entreprises importantes et les cérémonies religieuses par une invocation de Ganesh, en raison du rôle de Ganesh en tant que dieu des Commencements. Mais bien que la plupart des sectes hindoues vénèrent Ganesh, la secte Ganapatya va plus loin que cela et déclare que Ganesh est l'être suprême.
Ganapatya est l'une des cinq principales sectes hindoues qui se concentrent sur une divinité particulière, aux côtés du shivaïsme axé sur Shiva, du shaktisme axé sur Shakti, du vishnouisme axé sur Vishnou et du saura (en) axé sur Sūrya. Bien que Ganapatya ne soit pas une secte aussi importante que les quatre autres, elle a toujours été influente[réf. nécessaire].
Il y a aussi la tradition smarta, qui suit la philosophie de l'Advaïta et pratique le système du « culte des cinq formes » (pañcāyatana pūjā (en)), popularisé par Adi Shankara. Dans ce système, les cinq divinités Ganesh, Vishnou, Shiva, Devî et Sūrya sont considérées comme cinq formes égales d'un Nirguna Brahman.

## Histoire
Ganapati est vénéré dans le cadre du shivaïsme depuis au moins le Ve siècle. Une secte spécifique de Ganapatya a probablement commencé à apparaître entre le VIe et IXe siècles : six sectes sont mentionnées dans le Sankara Digvijaya (vie d'Adi Shankara) d'Anandagiri.
Elle a atteint un point culminant vers le Xe siècle et a construit des temples dédiés à Ganesh, dont le plus grand est le temple Ucchi Pillayar (en) (salle des colonnes aux mille piliers), sur le rocher fort de Tiruchirappalli (en) au Tamil Nadu.
Ganesh est vénéré comme l'Être Suprême (Parabrahman) dans cette secte. Étant la principale divinité de cette forme d'hindouisme, il est connu sous l'épithète Parameshwara (Dieu suprême), qui est normalement réservée à Shiva.

### Morya Gosavi
Plus tard, la secte a été popularisée par Morya Gosavi (en). Selon une source, il a trouvé une idole de Ganapati non faite par des mains humaines et a construit le temple de Ganesh de Morgaon (en) près de Pune au XIVe siècle[réf. nécessaire]. Selon une autre, il a eu des visions de Ganapati au sanctuaire de Morgaon et a été enseveli vivant (jeeva samadhi) en 1651, dans un temple de Ganesh à son lieu de naissance à Chinchwad.
À sa suite, la secte Ganapatya s'est imposée entre les XVIIe et XIXe siècles dans le Maharashtra, dans le sud-ouest de l'Inde, centrée sur Chinchwad. Son centre est toujours parmi les hindous de haute caste dans le Maharashtra de langue marathie, et il est important dans le reste de l'Inde du Sud. Les dévots organisent un pèlerinage annuel entre Chinchwad et Moragao.
Les marques de la secte comprennent un cercle rouge sur le front ou les marques d'un visage et d'une défense d'éléphant sur les épaules.